# American Jazz Museum
Het American Jazz Museum conserveert de geschiedenis van de Amerikaanse muziek bij uitstek: jazz. Het is gelegen in het historische 18th and Vine District in Kansas City, Missouri, in een gebouw dat eveneens het Negro Leagues Baseball Museum huisvest.
Er zijn tentoonstellingen over Charlie Parker, Duke Ellington, Louis Armstrong en anderen. Bijzondere items die er worden uitgestald zijn onder meer een saxofoon die ooit aan Charlie Parker toebehoorde, en diverse Down Beat awards. De Blue Room (Blauwe Kamer) is een volledig uitgeruste jazzclub, en het Gem Theatre aan de overkant van de straat is een grotere zaal waar jazzmuzikanten kunnen optreden.